# Ligue de hockey de la Colombie-Britannique
La Ligue de hockey de la Colombie-Britannique ou LHCB (aussi appelée British Columbia Hockey League en anglais ou plus simplement par le sigle BCHL) est une ligue de hockey sur glace junior au Canada. La ligue est une sous section de la Ligue canadienne de hockey junior et comprend 16 équipes jouant dans trois divisions. Elle forme des joueurs de vingt ans ou moins. Elle a été fondée en 1961 à Vernon sous le nom de Ligue de hockey junior de la Colombie-Britannique (LHJCB) puis le mot junior est supprimé en 1996. Le vainqueur des séries remporte la Coupe Fred Page et participe à la Coupe Doyle face au vainqueur de Ligue de hockey junior de l'Alberta.
En 2015, le Wild de Wenatchee devient le premier membre non-canadien de la LHCB.

## Équipes actuelles
| Équipe                    | Ville        | Patinoire                           | Arrivée en LHCB |
| ------------------------- | ------------ | ----------------------------------- | --------------- |
| Centennials de Merritt    | Merritt      | Arène memoriale de la Vallée Nicola | 1961            |
| Vees de Penticton         | Penticton    | Arène memoriale de Penticton        | 1961            |
| Silverbacks de Salmon Arm | Salmon Arm   | Centre Shaw                         | 2001            |
| Smoke Eaters de Trail     | Trail        | Centre memorial de Trail            | 1987            |
| Vipers de Vernon          | Vernon       | Place Kal Tire                      | 1961            |
| Warriors de West Kelowna  | West Kelowna | Place Royal LePage                  |                 |

| Équipe                         | Ville        | Patinoire                           | Arrivée en LHCB |
| ------------------------------ | ------------ | ----------------------------------- | --------------- |
| Bulldogs de la Vallée Alberni  | Port Alberni | Arène Weyerhäuser                   | 1998            |
| Capitals de la Vallée Cowichan | Duncan       | Centre Island Savings               | 1980            |
| Clippers de Nanaimo            | Nanaimo      | Arène Frank Crane                   | 1972            |
| Kings de Powell River          | Powell River | Complexe de Détente de Powell River | 1988            |
| Grizzlies de Victoria          | Victoria     | Arène Bear Mountain                 | 1967            |

| Équipe                        | Ville               | Patinoire                                | Arrivée en LHCB |
| ----------------------------- | ------------------- | ---------------------------------------- | --------------- |
| Chiefs de Chilliwack          | Chilliwack          | Centre Prospera                          |                 |
| Express de Coquitlam          | Coquitlam           | Complexe Poirier de Sports et de Détente | 2001            |
| Rivermen de Langley           | Langley             | Centre d'Événements de Langley           | 1990            |
| Spruce Kings de Prince George | Prince George       | Colisée de Prince George                 | 1972            |
| Eagles de Surrey              | Surrey              | Arène de Surrey du Sud                   | 1976            |
| Wild de Wenatchee             | Wenatchee (WA, ÉUA) | Centre Town Toyota                       | 2015            |

## Palmarès
| 1962 : | Rockets de Kamloops           |                                                                   |
| 1963 : | Rockets de Kamloops           |                                                                   |
| 1964 : | Rockets de Kamloops           |                                                                   |
| 1965 : | Buckaroos de Kelowna          |                                                                   |
| 1966 : | Kraft Kings de Kamloops       |                                                                   |
| 1967 : | Broncos de Penticton          |                                                                   |
| 1968 : | Broncos de Penticton          |                                                                   |
| 1969 : | Cougars de Victoria           |                                                                   |
| 1970 : | Essos de Vernon               |                                                                   |
| 1971 : | Rockets de Kamloops           |                                                                   |
| 1972 : | Essos de Vernon               |                                                                   |
| 1973 : | Broncos de Penticton          |                                                                   |
| 1974 : | Buckaroos de Kelowna          |                                                                   |
| 1975 : | Blazers de Bellingham         |                                                                   |
| 1976 : | Clippers de Nanaimo           |                                                                   |
| 1977 : | Clippers de Nanaimo           |                                                                   |
| 1978 : | Clippers de Nanaimo           |                                                                   |
| 1979 : | Blazers de Bellingham         |                                                                   |
| 1980 : | Knights de Penticton          |                                                                   |
| 1981 : | Knights de Penticton          |                                                                   |
| 1982 : | Knights de Penticton          |                                                                   |
| 1983 : | Flyers d'Abbotsford           |                                                                   |
| 1984 : | Eagles de Langley             |                                                                   |
| 1985 : | Knights de Penticton          | (Vainqueurs de la Coupe Doyle)                                    |
| 1986 : | Knights de Penticton          | (Vainqueurs de la Coupe Doyle)                                    |
| 1987 : | Sockeyes de Richmond          | (Vainqueurs de la Coupe Doyle)                                    |
| 1988 : | Lakers de Vernon              |                                                                   |
| 1989 : | Lakers de Vernon              | (Vainqueurs de la Coupe Doyle)                                    |
| 1990 : | Royals de New Westminster     | (Vainqueurs de la Coupe Doyle)                                    |
| 1991 : | Lakers de Vernon              | (Vainqueurs de la Coupe Doyle)                                    |
| 1992 : | Lakers de Vernon              | (Vainqueurs de la Coupe Doyle)                                    |
| 1993 : | Spartans de Kelowna           | (Vainqueurs de la Coupe Doyle)                                    |
| 1994 : | Spartans de Kelowna           |                                                                   |
| 1995 : | Chiefs de Chilliwack          |                                                                   |
| 1996 : | Vipers de Vernon              | (Vainqueurs de la Coupe Doyle)                                    |
| 1997 : | Eagles de South Surrey        | (Vainqueurs de la Coupe Doyle)                                    |
| 1998 : | Eagles de South Surrey        | (Vainqueurs de la Coupe Doyle)                                    |
| 1999 : | Vipers de Vernon              | (Vainqueurs de la Coupe Doyle)                                    |
| 2000 : | Chiefs de Chilliwack          |                                                                   |
| 2001 : | Salsa de Victoria             |                                                                   |
| 2002 : | Chiefs de Chilliwack          | (Vainqueurs de la Coupe Doyle)                                    |
| 2003 : | Vipers de Vernon              |                                                                   |
| 2004 : | Clippers de Nanaimo           | (Vainqueurs de la Coupe Doyle)                                    |
| 2005 : | Eagles de Surrey              |                                                                   |
| 2006 : | Express de Burnaby            | (Vainqueurs de la Coupe Doyle)                                    |
| 2007 : | Clippers de Nanaimo           |                                                                   |
| 2008 : | Vees de Penticton             |                                                                   |
| 2009 : | Vipers de Vernon              | (Vainqueurs de la Coupe Doyle)                                    |
| 2010 : | Vipers de Vernon              | (Vainqueurs de la Coupe Doyle)                                    |
| 2011 : | Vipers de Vernon              | (Vainqueurs de la Coupe Doyle)                                    |
| 2012 : | Vees de Penticton             | (Vainqueurs de la Coupe Doyle et de la Coupe de la banque royale) |
| 2013 : | Eagles de Surrey              |                                                                   |
| 2014 : | Express de Coquitlam          |                                                                   |
| 2015 : | Vees de Penticton             |                                                                   |
| 2016 : | Warriors de West Kelowna      | (Vainqueurs de la Coupe de la banque royale)                      |
| 2017 : | Vees de Penticton             |                                                                   |
| 2018 : | Wild de Wenatchee             |                                                                   |
| 2019 : | Spruce Kings de Prince George |                                                                   |
| 2020 : | Aucun                         |                                                                   |
| 2020 : | Aucun                         |                                                                   |
| 2022 : | Vees de Penticton             |                                                                   |